# Sha Na Na
Sha Na Na é um grupo cômico de rock formado na cidade de Nova York, que apresenta versões de sucessos do doo-wop dos anos 50, além de interpretar a cultura urbana daquela época em seus shows.
A banda teve início em 1968 sob o nome The Kingsmen enquanto os integrantes estudavam na Universidade de Colúmbia, mas o nome foi mudado pois já existia um grupo homônimo. A formação original trazia os Vocalistas Rob Leonard, Scott Powell, Johnny Contardo, Frederick "Denny" Greene, Richard "Ritchie" Joffe, Don York, John "Bowzer" Bowman (também Pianista e Tecladista), mais os Guitarristas Chris Donald, Elliot Cahn e Henry Gross, o Baixista e Vocalista Bruce Clarke, o Baterista e Vocalista de Apoio John "Jocko" Marcellino, o Pianista, Tecladista e Vocalista "Screamin'" Scott Simon e o Saxofonista e Vocalista Leonard Baker.
Tornaram-se conhecidos em 1969 depois de tocar no Festival de Woodstock.
Com o advento nos anos 70 da onda de nostalgia pela década de 50 o nível de popularidade do Sha Na Na aumentou rapidamente, inspirando o surgimento de grupos similares na América do Norte e no Reino Unido. A banda ainda continua a se apresentar com alguns dos integrantes originais.

## Discografia
- Woodstock Festival Soundtrack (1969)
- Woodstock Festival Soundtrack (1969)
- Rock And Roll Is Here To Stay (1969)
- Sha Na Na (1971)
- The Night Is Still Young (1972)
- Live In Belgium, With Francis Bay & His Orchestra (1972) (Bootleg)
- The Golden Age of Rock ’N’ Roll (1973)
- From the Streets of New York (1973)
- Sha Na Na Live in Germany (1973)
- Hot Sox (1974)
- Sha Na Now (1975)
- Rock’n Roll Graffiti - Live In Japan (1975)
- Grease Soundtrack (1978)
- Rockin’ In The 80’s (1980)
- Silly Songs (1981)
- Rock’n’Roll Concert & Party (1987) (VHS)
- The Sha Na Na 25th Anniversary Collection (1993)
- Live In Concert (199?)
- Rock ‘N’ Roll Dance Party (1996)
- Then He Kissed Me (with Conny) (1999)
- Live In Japan (with Conny) (2000)
- Rockin’ Christmas (2002)
- One More Saturday Night (2006)